# هانز موندرمان
هانز موندرمان (19 نوفمبر 1945 - 7 يناير 2008) (بالهولندية: Hans Monderman) مهندس مرور هولندي. لقد كان معروفًا بالتحدي الجذري للمعايير المستخدمة لتقييم الحلول الهندسية في تصميم الشوارع. أجبر عمله مخططي النقل ومهندسي الطرق السريعة على النظر من جديد في الطريقة التي يرتبط فيها الناس بالتكنولوجيا.
منهج التصميم الخاص به هو مفهوم "المساحة المشتركة"، وهو منهج للتصميم الحضري يسعى إلى تقليل الحدود بين حركة مرور المركبات والمُشاة، وغالبًا ما يتم ذلك عن طريق إزالة تأشير سطح الطريق ولافتات المرور وغيرها. وجد موندرمان أن كفاءة وسلامة المرور تحسنت عندما تم إعادة تصميم الشارع.